# Crocidura maxi
Crocidura maxi là một loài động vật có vú trong họ Chuột chù, bộ Soricomorpha. Loài này được Sody mô tả năm 1936.